# Goerodes kumanoensis
Goerodes kumanoensis är en nattsländeart som beskrevs av Ito 1994. Goerodes kumanoensis ingår i släktet Goerodes och familjen kantrörsnattsländor. Inga underarter finns listade i Catalogue of Life.